# 22e corps de réserve (Empire allemand)
Pour les articles homonymes, voir 22e corps d'armée.

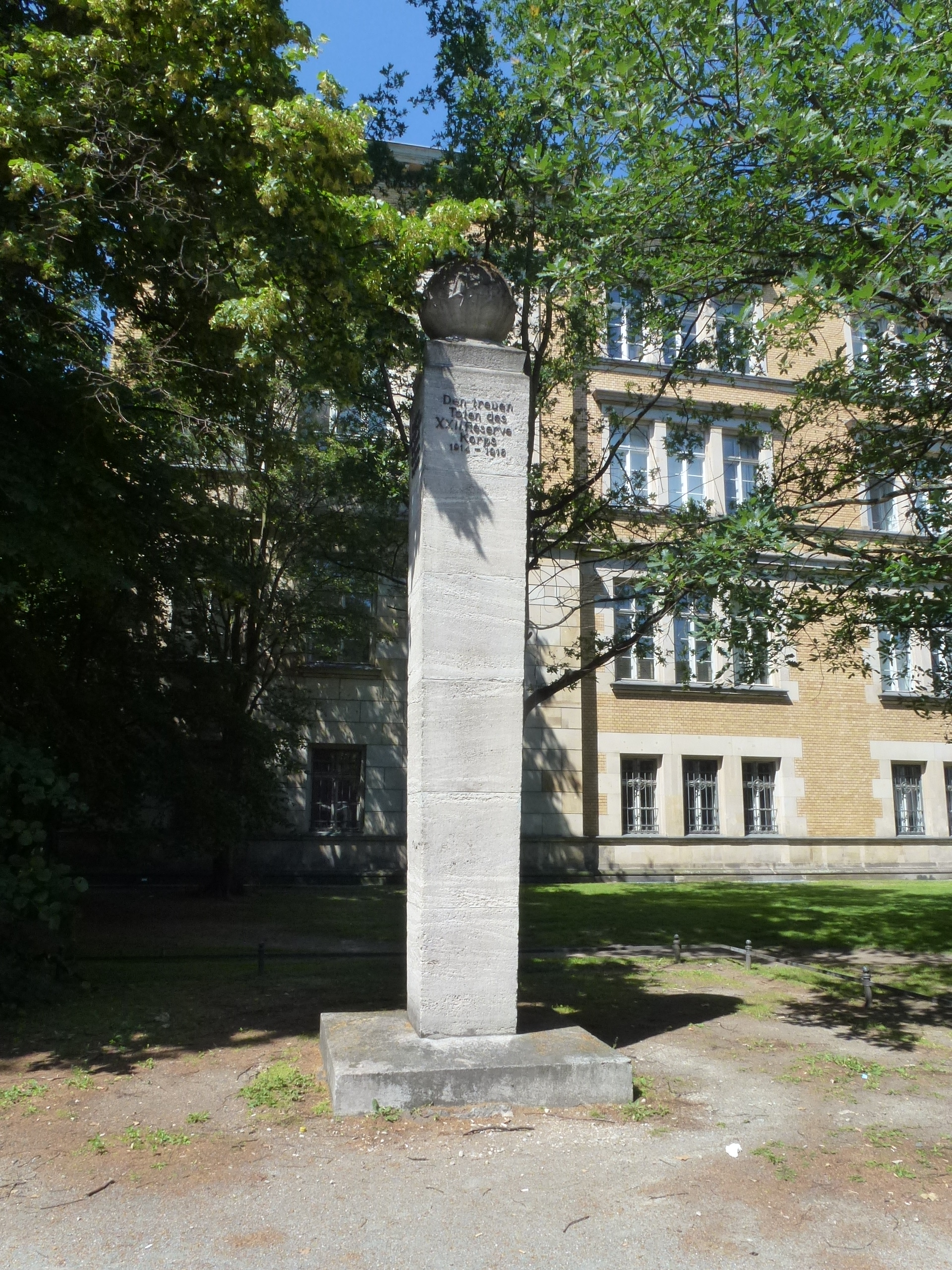
Stèle commémorative du de réserve devant le lycée de Joachimsthal à Berlin-Wilmersdorf

Le 22e corps de réserve est une unité majeure de l'armée de l'Empire allemand pendant la Première Guerre mondiale.

## Composition
Le corps est formé à partir des contingents prussiens au début de la guerre et est structuré comme suit à l'époque :
43e division de réserve
- 85e brigade d'infanterie de réserve
  - 201e régiment d'infanterie de réserve
  - 202e régiment d'infanterie de réserve
  - 15e bataillon de chasseurs à pied de réserve
- 86e brigade d'infanterie de réserve
  - 203e régiment d'infanterie de réserve
  - 204e régiment d'infanterie de réserve
  - 43e détachement de cavalerie de réserve
  - 43e régiment d'artillerie de campagne de réserve
  - 43e compagnie du génie de réserve

44e division de réserve
- 87e brigade d'infanterie de réserve
  - 205e régiment d'infanterie de réserve
  - 206e régiment d'infanterie de réserve
  - 16e bataillon de chasseurs à pied de réserve
- 88e brigade d'infanterie de réserve
  - 207e régiment d'infanterie de réserve
  - 208e régiment d'infanterie de réserve (de)
  - 44e détachement de cavalerie de réserve
  - 44e régiment d'artillerie de campagne de réserve
  - 44e compagnie du génie de réserve

troupes du corps

## Histoire
Le général de cavalerie Eugen von Falkenhayn (de), dont le frère Erich est ministre prussien de la Guerre, est nommé le 10 septembre 1914 général commandant du 22e corps de réserve nouvellement formé, qu'il doit diriger tout au long de la guerre. À l'automne 1914, son corps est engagé lors de la première bataille d'Ypres dans le cadre de la 4e armée et déchargé jusqu'au 18 octobre à Termonde-Alost. Le 21 octobre, le corps est engagé au sud du 3e corps de réserve (de) pour forcer le passage de l'Yser. L'offensive principale de la 43e division de réserve est dirigée sur Dixmuide, la 44e division de réserve franchit le canal de l'Yser avec son aile droite et continue à se battre avec la 6e division de réserve continue d'avancer, tandis que l'aile gauche de la division lance des attaques sur la ville par le nord. D'autres attaques jusqu'au 28 octobre ne sont cependant pas couronnées de succès. Au printemps 1915, le corps d'armée se trouve toujours sur l'Yser, mais à partir de juin 1915, il est transporté sur le front de l'Est, où il est utilisé après la bataille de percée en Galicie dans l'offensive du Boug.
Début octobre 1915, lors de la campagne en Serbie, le 22e corps de réserve est temporairement affecté à la 3e armée k.u.k. du général Kövess lors de la conquête de Belgrade et de la Serbie. Le 6 octobre, le 8e corps k.u.k. (Scheuchenstuel) commence à traverser le Danube non loin de l'ancienne forteresse de Kalimegdan, bien que l'artillerie des monitors du Danube ait tenu les Serbes à distance, la faible tête de pont ne peut être développée davantage en raison de la défaillance de plus de deux tiers des pontons disponibles. La décision est prise par le passage du 22e corps de réserve allemand. Pendant ce temps, les 43e (général Runckel) et 44e divisions de réserve (général Dorrer (de)) peuvent traverser la Save en utilisant la Grande île tzigane et interviennent efficacement par le sud-ouest dans le combat de rue de Belgrade, qui amène la ville aux mains des puissances centrales le 9 octobre.
En février 1916, le corps retourne sur le front occidental et sert brièvement de réserve tactique de l'OHL dans la région de Lille. À partir de la mi-mars, le corps de Falkenhayn est utilisé dans la bataille de Verdun et se réunit sur la rive ouest de la Meuse en renfort de la 5e armée. Les unités subordonnées au groupe Meuse Ouest (Gallwitz) sont engagées en soutien de la 11e division d'infanterie bavaroise (Kneußl (de)) entre Bethincourt et Malancourt, et se battent en avril 1916 pour la hauteur 304 sur le versant ouest du Mort-Homme, dans la forêt de Cumières et de Rabenwald. Lors de ces combats, la 22e division de réserve est temporairement affectée au corps d'armée.
Après le déclenchement de l'offensive Broussilov, le corps est jeté sur le front de l'Est en juillet 1916 avec la 43e division de réserve  et affecté au groupe d'armées von Linsingen. Avec les groupes Beckmann et Dieffenbach, le corps est engagé dans la contre-attaque du groupe d'attaque von der Marwitz en Volhynie.
Entre le 7 décembre 1916 et le 17 février 1918, le commandement général du 22e corps de réserve est également appelé section Lipa. La Lypa (uk) est un affluent gauche du Styr. En février 1918, le commandement général participe à l'avancée vers Kiev. En novembre 1918, Falkenhayn ramène ses troupes dans le pays, où sa disposition de mobilisation est annulée après la démobilisation du 30 janvier 1919.

## Général commandant
| Grade                  | Nom                       | Date                                    |
| ---------------------- | ------------------------- | --------------------------------------- |
| General der Kavallerie | Eugen von Falkenhayn (de) | 10 septembre 1914 à la fin de la guerre |